# Día de la Radio
El día de la radio (en ruso: День радио, Den' radio) llamado el día de los trabajadores de las comunicaciones (como se le conoce oficialmente en Rusia) o el Día de la Radio y la Televisión (Ден на радиото и телевизията, como es conocido en Bulgaria) es una conmemoración de la creación de la radio en Rusia. Se lleva a cabo el 7 de mayo, el día en el que en 1895 Aleksandr Stepánovich Popov demostró con éxito su invención.

## La Demostración de 1895 y su Conmemoración

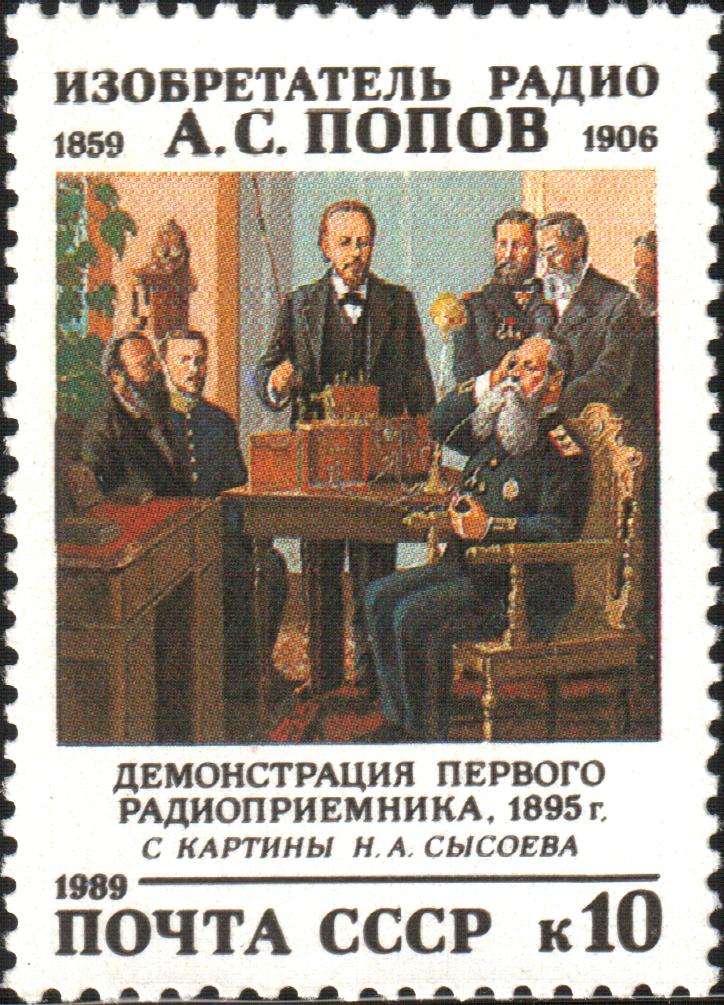
sello de correos de la URSS, 1989

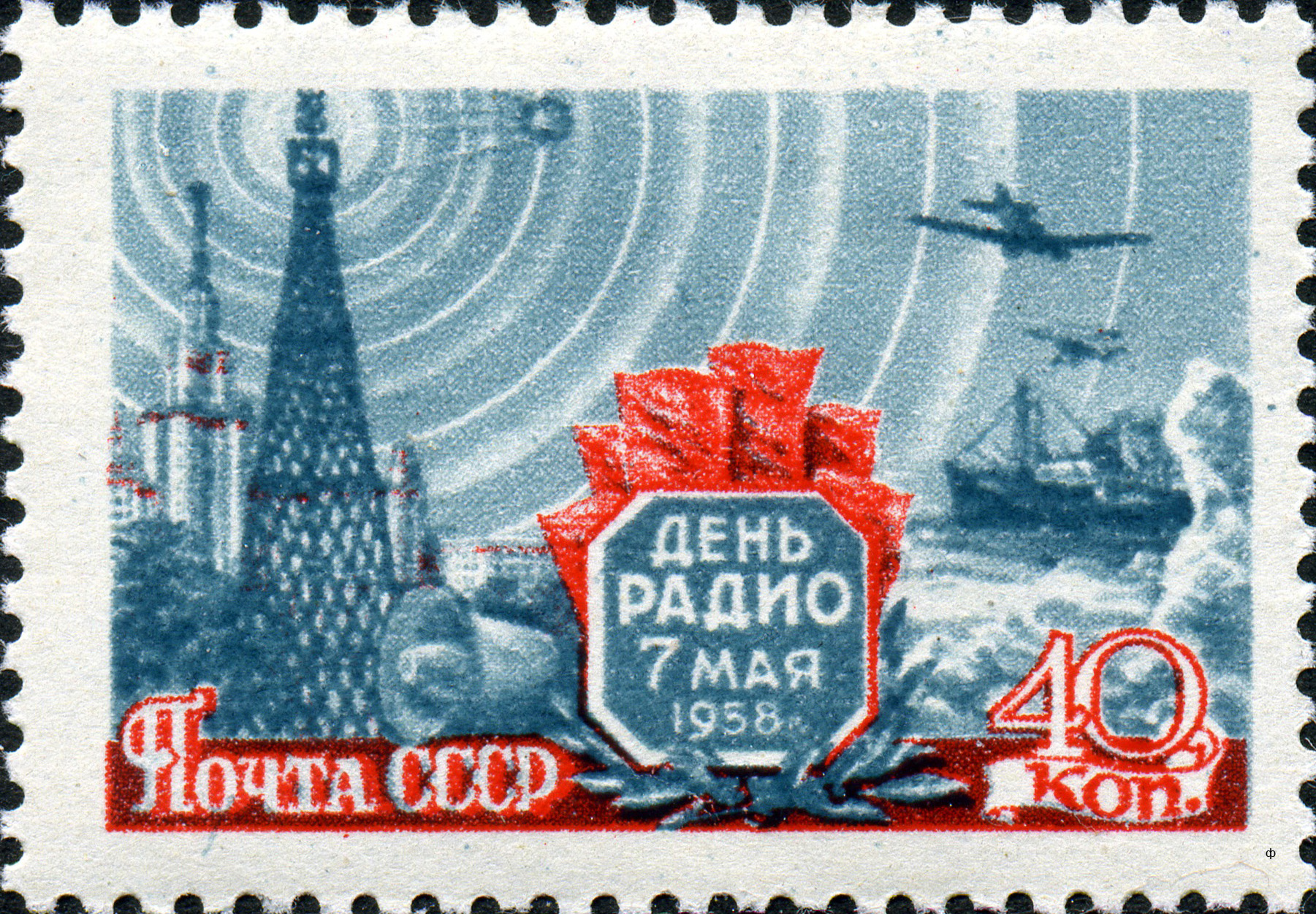
sello de correos de la URSS, 1958

En 1895, Popov dio la primera demostración pública de la radio como una herramienta ante la Sociedad Física y Química Rusa en San Petersburgo, usando el cohesor de Sir Oliver Lodge como un detector de rayos.
Popov ha sido generalmente reconocido en Europa Oriental como un "inventor de la radio", en contraste con el reconocimiento de Occidente de Nikola Tesla e, históricamente, Marconi. El trabajo de Popov en la emisión y recepción de señales por medio de oscilaciones electromagnéticas se basa en los logros que Tesla demostró en 1893. Marconi recibió una patente para la radio en 1896, pero su aparato se basa en varias técnicas anteriores de otros investigadores (principalmente Tesla) y se parecía a los instrumentos demostrado por los demás (incluyendo a Popov).
El Día de la radio se realizó por primera vez en la Unión Soviética en 1945, en el 50° aniversario del experimento de Popov, y cerca de cuatro décadas después de su muerte. El Día de la radio se marcó oficialmente en Rusia y Bulgaria.

## Día de radio en Malasia
En 2009, una asociación de estaciones de radio comerciales en Malasia, Commercial Radio Malaysia (CRM) decidió lanzar el Día de la Radio Malasia el 9 de septiembre para aprovechar una fecha única en la historia (09 - 09 - 09) para la radio comercial.

## Día Mundial de la Radio
El 29 de septiembre de 2011, el Consejo Ejecutivo de la UNESCO aprobó el punto 13 del programa provisional "Proclamación de un Día Mundial de la Radio".
A raíz de una petición de la Academia Española de la Radio, el 21 de septiembre de 2010, España propuso que el Consejo Ejecutivo de la UNESCO incluye un tema relativo a la proclamación de un Día Mundial de Radiocomunicaciones. La decisión del Ejecutivo es la siguiente:

Recomienda a la UNESCO Conferencia General que proclame un Día Mundial de Radio y que este día se celebra el 13 de febrero, el día de las Naciones Unidas estableció el concepto de la Radio de las Naciones Unidas;

Invita a todos los Estados Miembros, las organizaciones del sistema de las Naciones Unidas y otras organizaciones internacionales y regionales, asociaciones profesionales y sindicatos de la radiodifusión, así como la sociedad civil, incluidas organizaciones no gubernamentales y particulares, para celebrar debidamente el Día Mundial de Radiocomunicaciones, en la forma en que cada uno considere más adecuada;

Pide al Director General, sujeto a la resolución final de la Conferencia General, que ponga esta resolución en conocimiento del Secretario General de las Naciones Unidas para que el Día Mundial de Radiocomunicaciones puede ser aprobada por la Asamblea General.
UNESCO